# 《龍與雀斑公主》獲獎與提名列表
《龍與雀斑公主》是2021年日本動畫電影，由細田守編劇和執導、地圖工作室和愛爾蘭Cartoon Saloon動畫工作室多国合拍製片，主要配音演員包含中村佳穗、佐藤健、成田凌、染谷将太、玉城蒂娜、幾田莉拉等人。本作是細田守自《未來的未來》後所執導的第6部原創動畫作品，也是他繼《數碼寶貝大冒險 我們的戰爭遊戲！》和《夏日大作戰》後第3部有關網路世界的作品。故事分別以四國地區高知縣鄉村和虛構的網路虛擬世界「U」為主要背景，敘述因為喪母失去歌唱能力的女主角內藤鈴（小鈴）踏入「U」世界成為知名女歌手，遇見受網民高度關注的龍後，展開兩個世界之間的冒險旅程，涉及的主題包含心理創傷、人際關係、成長蛻變，同時探討網路文化、家庭暴力、農村人口外流等社會議題。
這部電影在2021年7月15日於第74屆坎城影展全球首映，獲得全場起立鼓掌14分鐘的迴響，2021年7月16日在日本首映，最終在日本以66億日圓的票房，成為2021年日本票房收入第三名的電影，電影票房在日本國內和海外國家地區的總合為6466.7萬美元。日本國內對本片的評價兩極分化，但在西方影評界獲得正面為主的評價，知名聚合討論網站爛番茄收集了128條評論，獲得95%的支持率。另一個聚合影評網站Metacritic根據31條評論，給本片的加權平均為83分（滿分為100分），代表「普遍讚譽」。
電影映出後陸續獲得多個獎項與提名，其中在第74屆盧卡諾影展獲頒首屆盧卡諾兒童獎。接下來的數個月，細田守在第54屆錫切斯影展取得最高榮譽獎，電影分別取得第41屆夏威夷國際影展和第34屆芝加哥影评人协会的觀眾獎最佳劇情長片獎、第47屆洛杉磯影評人協會最佳動畫獎亞軍和第6屆新墨西哥州影评人协会最佳動畫獎亞軍，還獲選入圍第94屆奧斯卡金像獎最佳動畫片的初選名單，但未能進入決選名單，這是細田守繼《夏日大作戰》、《怪物的孩子》後，第三度入圍並止步於奧斯卡最佳動畫片獎初選階段。2022年3月，在第45屆日本電影學院獎同時獲得最佳動畫長片獎和最優秀音樂獎提名，最終取得最優秀音樂獎，同期在第49屆安妮獎共獲得5個獎項提名，超過《千年女優》、《神隱少女》、《天氣之子》入圍四項安妮獎提名的記錄，追平押井守執導的《攻殼機動隊 (1995年電影)》5項安妮獎提名的成績，最終對應獎項由《米家大戰機器人》、《漂浪人生》取勝，截至2023年為獲得最多安妮獎提名的日本動畫電影。直至2024年公開第51屆安妮獎入圍榜單，才被7項安妮獎提名、宮崎駿執導的《蒼鷺與少年》與新海誠執導的《鈴芽之旅》超越。
這一國際性的成功促成了以該片為基礎的旅遊業的發展，還引起更多人關注網路虛擬世界對現實世界造成的影響。截至2023年6月，本片在爛蕃茄發表「根據爛番茄評論家評比，100部不限時間的最佳日本動畫電影」排行榜名列第11名。
| 提名獎項清單 | 提名獎項清單                            | 提名獎項清單                                  | 提名獎項清單                                                         | 提名獎項清單          |
| 年份         | 主辦單位                                | 項目                                          | 提名人或得獎人                                                       | 結果                  |
| ------------ | --------------------------------------- | --------------------------------------------- | -------------------------------------------------------------------- | --------------------- |
| 2021年       | 第74屆盧卡諾影展                        | 盧卡諾兒童獎                                  | 《龍與雀斑公主》、細田守                                             | 獲獎                  |
| 2021年       | 第54屆錫切斯影展                        | 官方競賽單元 最佳影片獎                       | 《龍與雀斑公主》                                                     | 提名                  |
| 2021年       | 第54屆錫切斯影展                        | 最高榮譽獎                                    | 細田守                                                               | 獲獎                  |
| 2021年       | 第13屆TAMA電影獎                        | 最優秀男演員獎                                | 役所廣司                                                             | 獲獎                  |
| 2021年       | 第31屆馬拉加奇幻電影節                  | 官方競賽單元 最佳電影獎                       | 《龍與雀斑公主》                                                     | 提名                  |
| 2021年       | 第31屆馬拉加奇幻電影節                  | 最佳音效獎                                    | 《龍與雀斑公主》                                                     | 獲獎                  |
| 2021年       | 第31屆馬拉加奇幻電影節                  | 最佳電影獎 觀眾選擇獎                         | 《龍與雀斑公主》                                                     | 獲獎                  |
| 2021年       | 第31屆馬拉加奇幻電影節                  | GATO RABIOSO AWARD                            | 《龍與雀斑公主》                                                     | 獲獎                  |
| 2021年       | 第46屆報知電影獎                        | 最佳日本動畫電影獎                            | 《龍與雀斑公主》                                                     | 提名                  |
| 2021年       | 第65屆倫敦影展                          | 官方競賽片                                    | 《龍與雀斑公主》                                                     | 提名                  |
| 2021年       | Yahoo！檢索大獎 2021                    | 電影單元獎                                    | 《龍與雀斑公主》                                                     | 第三名                |
| 2021年       | 第76屆每日電影獎                        | 最佳動畫片獎、大藤信郎獎                      | 《龍與雀斑公主》                                                     | 提名                  |
| 2021年       | 第41屆夏威夷國際影展                    | 觀眾獎 最佳劇情長片獎                         | 《龍與雀斑公主》                                                     | 獲獎                  |
| 2021年       | 第15屆底特律影评人协会                  | 最佳動畫獎                                    | 《龍與雀斑公主》                                                     | 提名                  |
| 2021年       | 第34屆芝加哥影评人协会                  | 最佳動畫獎                                    | 《龍與雀斑公主》                                                     | 提名                  |
| 2021年       | 第34屆芝加哥影评人协会                  | 觀眾獎 最佳劇情長片獎                         | 《龍與雀斑公主》                                                     | 獲獎                  |
| 2021年       | 第47屆洛杉磯影評人協會                  | 最佳動畫獎                                    | 《龍與雀斑公主》                                                     | 亚军                  |
| 2021年       | 第26屆佛罗里达影评人协会                | 最佳動畫獎                                    | 《龍與雀斑公主》                                                     | 提名                  |
| 2021年       | 第6屆新墨西哥州影评人协会               | 最佳動畫獎                                    | 《龍與雀斑公主》                                                     | 亚军                  |
| 2021年       | 第5屆女性線上影評人協會                 | 最佳動畫獎                                    | 《龍與雀斑公主》                                                     | 提名                  |
| 2021年       | 第4屆大西紐約影評人協會                 | 最佳動畫獎                                    | 《龍與雀斑公主》                                                     | 提名                  |
| 2021年       | 第4屆動畫也算電影影展                   | 特殊評審團獎                                  | 《龍與雀斑公主》                                                     | 獲獎                  |
| 2021年       | 第22屆烏托邦展                          | 電影國際故事片競賽 評審團大獎                 | 《龍與雀斑公主》                                                     | 獲獎                  |
| 2021年       | 第39屆金收入獎                          | 優秀銀獎                                      | 《龍與雀斑公主》                                                     | 獲獎                  |
| 2022年       | 第3屆討論電影影評人獎                   | 最佳動畫影片獎                                | 《龍與雀斑公主》                                                     | 提名                  |
| 2022年       | 第64屆藍絲帶獎                          | 最佳電影獎                                    | 《龍與雀斑公主》                                                     | 提名                  |
| 2022年       | 第20屆旧金山影评人协会                  | 最佳動畫獎                                    | 《龍與雀斑公主》                                                     | 提名                  |
| 2022年       | 第17屆奥斯汀影评人协会                  | 最佳動畫獎                                    | 《龍與雀斑公主》                                                     | 提名                  |
| 2022年       | 第17屆奥斯汀影评人协会                  | 最佳配音演出獎                                | 中村佳穗                                                             | 提名                  |
| 2022年       | 2022年Crunchyroll動畫獎                 | 最佳影片獎                                    | 《龍與雀斑公主》                                                     | 提名                  |
| 2022年       | LGBTQ娛樂評論家協會多里安獎             | 最佳動畫獎                                    | 《龍與雀斑公主》                                                     | 提名                  |
| 2022年       | 第49屆安妮獎                            | 安妮獎最佳動畫片獎 (獨立製作)                 | 《龍與雀斑公主》                                                     | 提名                  |
| 2022年       | 第49屆安妮獎                            | 最佳動畫特效                                  | 堀部亮,下澤陽平                                                      | 提名                  |
| 2022年       | 第49屆安妮獎                            | 最佳動畫導演                                  | 細田守                                                               | 提名                  |
| 2022年       | 第49屆安妮獎                            | 動畫長片製作最佳寫作                          | 細田守                                                               | 提名                  |
| 2022年       | 第49屆安妮獎                            | 動畫長片製作最佳道具與佈景設計                | 湯姆·摩爾, Ross Stewart, Alice Dieudonné, Almu Redondo, Maria Pareja | 提名                  |
| 2022年       | 第21屆東京動畫獎                        | 年度最佳動畫 動畫電影獎                       | 《龍與雀斑公主》                                                     | 投票百選作品 動畫電影 |
| 2022年       | 第45屆日本電影學院獎                    | 優秀動畫作品賞                                | 《龍與雀斑公主》                                                     | 獲獎                  |
| 2022年       | 第45屆日本電影學院獎                    | 最佳動畫片獎                                  | 《龍與雀斑公主》                                                     | 提名                  |
| 2022年       | 第45屆日本電影學院獎                    | 最優秀音樂賞                                  | 岩崎太整、Ludvig Forssell、坂東祐大                                  | 獲獎                  |
| 2022年       | 第27屆日本數位媒體協會獎（AMD獎）       | 優秀賞                                        | 歌姫Belle（中村佳穗）                                                | 獲獎                  |
| 2022年       | Gold House2022年Gold List黃金名單       | 最佳動畫長片獎                                | 《龍與雀斑公主》                                                     | 榮譽提名獎            |
| 2022年       | 第9屆VFX-JAPAN獎                        | VFX-JAPAN獎 劇場公開動畫電影部門 最優秀賞作品 | 《龍與雀斑公主》                                                     | 獲獎                  |
| 2022年       | 第16屆聲優獎                            | 特別獎                                        | 《龍與雀斑公主》                                                     | 獲獎                  |
| 2022年       | 第36屆日本金唱片大獎                    | 年度最佳原聲帶專輯                            | 《龍與雀斑公主》                                                     | 獲獎                  |
| 2022年       | 第26屆Space Shower 音樂獎               | 最佳電影主題曲獎                              | millennium parade和Belle（中村佳穗）：《U》                          | 獲獎                  |
| 2022年       | 第21屆Anifilm捷克國際動畫影展           | 最佳兒童電影長片獎                            | 《龍與雀斑公主》                                                     | 獲獎                  |
| 2022年       | 第26屆海灣卡通動畫展                    | 最佳劇本獎                                    | 《龍與雀斑公主》                                                     | 獲獎                  |
| 2022年       | 第50屆薩格勒布世界動畫電影節            | 最佳動畫長片獎                                | 《龍與雀斑公主》                                                     | 提名                  |
| 2022年       | 第20屆國際線上影業獎                    | 最佳動畫電影獎                                | 《龍與雀斑公主》                                                     | 提名                  |
| 2022年       | Newtype2021-2022動畫賞                  | 最佳劇場版動畫長片獎                          | 《龍與雀斑公主》                                                     | 第六名                |
| 2022年       | Newtype2021-2022動畫賞                  | 最優秀配樂獎                                  | 岩崎太整、Ludvig Forssell、坂東祐大                                  | 第九名                |
| 2022年       | 第23屆烏拉圭影評人協會                  | 最佳動畫片獎                                  | 《龍與雀斑公主》                                                     | 獲獎                  |
| 2023年       | 2022年金番茄獎                          | 最佳動畫片                                    | 《龍與雀斑公主》                                                     | 第六名                |
| 2023年       | 2022年金番茄獎                          | 最佳外語片                                    | 《龍與雀斑公主》                                                     | 第九名                |
| 2023年       | 2022年金番茄獎                          | 最佳全國上映片                                | 《龍與雀斑公主》                                                     | 第十三名              |
| 2023年       | 第9屆動畫趨勢獎（Anime Trending Award） | 年度動畫電影獎                                | 《龍與雀斑公主》                                                     | 提名                  |

## 備註
1. ↑  此票房數據摘自Box Office Mojo2022年10月24日記錄，含括票房累積範圍為北美地區、歐洲、中東、非洲、拉丁美洲、亞太地區（未納入台灣、香港、中國大陸），共計20個國家或地區[3]
2. ↑  同樣獲得五項安妮獎提名的吉卜力工作室動畫電影《紅烏龜：小島物語》，則是日本、法國、比利時聯合製作的動畫電影。
3. ↑  該排行榜係依據電影在爛番茄網站的評分高低和評論人數進行排行，細田守同樣入榜的電影尚有《怪物的孩子》、《狼的孩子雨和雪》、《跳躍吧！時空少女》、《夏日大作戰》[25]
4. ↑  此獎項為盧卡諾影展於2021年新設立獎項[7]
5. ↑  同時是馬拉加奇幻電影節首部入圍競賽單元的動畫電影。
6. ↑  與《漂浪人生》並列榮譽提名獎
7. ↑  該屆金番茄獎最佳動畫片獎共有十部入圍電影，本片排名第五名的《劇場版 咒術迴戰 0》、第十名的《七龍珠超 超級英雄》是唯三入榜的日本動畫電影[67]